# Sherlock Holmes (TV-serie, 1965)
Sherlock Holmes (alternativtitel Sir Arthur Conan Doyle's Sherlock Holmes) är en TV-serie om Sherlock Holmes, producerad av BBC åren 1965–1968. Den berömde detektiven spelades först av Douglas Wilmer och sedan av Peter Cushing.

## Rollista i urval
- Douglas Wilmer - Sherlock Holmes (1964–1965)
- Nigel Stock - Doktor Watson
- Peter Cushing - Sherlock Holmes (1968)
- Peter Madden - Kommissarie Lestrade (1965-1968)
- Enid Lindsey - Mrs Hudson (1965)
- Grace Arnold - Mrs Hudson (1968)
- Ronald Adam - Mycroft Holmes (1968)

## Avsnitt

### Pilotavsnitt
- "Det spräckliga bandet (The Speckled Band)" - 18 maj 1964

### 1965
1. "Den förnäme klienten (The Illustrious Client)" - 20 februari 1965
2. "Djävulsfotroten (The Devil's Foot)" - 27 februari 1965
3. "Blodbokarna (The Copper Beeches)" - 6 mars 1965
4. "De rödhårigas förening (The Red-Headed League)" - 13 mars 1965
5. "Abbey Grange (The Abbey Grange)" - 20 mars 1965 (första halvan av avsnittet saknas)
6. "De sex napoleonbysterna (The Six Napoleons)" - 27 mars 1965
7. "Mannen med den förvridna läppen (The Man with the Twisted Lip)" - 3 april 1965
8. "Beryllkronan (The Beryl Coronet)" - 10 april 1965
9. "Bruce-Partingtons undervattensbåt (The Bruce-Partington Plans)" - 17 april 1965 (andra halvan av avsnittet saknas)
10. "Charles Augustus Milverton" - 24 april 1965
11. "Färghandlarens kassavalv (The Retired Colourman)" - 1 maj 1965
12. "Lady Frances Carfax försvinnande (The Disappearance of Lady Frances Carfax)" - 8 maj 1965

### 1968
1. "Den andra fläcken (The Second Stain)" - 9 september 1968 (avsnittet saknas)
2. "De dansande figurerna (The Dancing Men)" - 16 september 1968 (avsnittet saknas)
3. "En studie i rött (A Study in Scarlet)" - 23 september 1968
4. "Baskervilles hund (The Hound of the Baskervilles)" - 30 september 1968 (del 1)
5. "Baskervilles hund (The Hound of the Baskervilles)" - 7 oktober 1968 (del 2)
6. "Mysteriet i Boscombe Valley (The Boscombe Valley Mystery)" - 14 oktober 1968
7. "Den grekiske tolken (The Greek Interpreter)" - 21 oktober 1968 (avsnittet saknas)
8. "Flottfördraget (The Naval Treaty)" - 28 oktober 1968 (avsnittet saknas)
9. "Thor Bridge" - 4 november 1968 (avsnittet saknas)
10. "Musgraves ritual (The Musgrave Ritual)" - 11 november 1968 (avsnittet saknas)
11. "Svarte Peter (Black Peter)" - 18 november 1968 (avsnittet saknas)
12. "Wisteria Lodge" - 25 november 1968 (avsnittet saknas)
13. "Shoscombe Old Place" - 2 december 1968 (avsnittet saknas)
14. "Den ensamme cyklisten (The Solitary Cyclist)" - 9 december 1968 (avsnittet saknas)
15. "De fyras tecken (The Sign of Four)" - 16 december 1968
16. "Den blå karbunkeln (The Blue Carbuncle)" - 23 december 1968